# デカン・クック
デカン・クック（Daequan Cook、1987年4月28日 - ）は、アメリカ合衆国オハイオ州デイトン出身のバスケットボール選手。ポジションはシューティングガード。ディカーン・クック、デイクワン・クックとも。

## 経歴

### 学生時代
クックはオハイオ州デイトンのポール・ローレンス・ダンバー高校に通い、ノリス・コールと共にチームをオハイオ州2部の準決勝に導いた。最終学年では平均24.5ポイント、6.0リバウンド、5.0アシストを記録して、チームを州2部の決勝に導いた。クックは2006年のマクドナルド・オール・アメリカン・チームに選出され、ゲームでは17ポイントを稼ぐ活躍をした。
また、クックはスパイス・インディー・ヒート高校のアマチュア運動連合チームでグレッグ・オデンやマイク・コンリーと共にプレーした。
オハイオ州立大学でプレーしたクックは平均10.7ポイント、4.5リバウンド、1.1アシスト、0.7スティールを記録した。 大学で1年間プレーしたクックは、2007年のNBAドラフトにアーリーエントリーした。

### NBAキャリア
クックは全体21位でフィラデルフィア・セブンティシクサーズに指名されたが、アレン・アイバーソンを含むトレードの一環でジェイソン・スミスと引き換えにマイアミ・ヒートに放出された。このシーズンのヒートはそれまでエースのドウェイン・ウェイドと共にチームを優勝に導いたシャキール・オニールがチームを去るなど、優勝以来の過渡期にあった。ウェイドが怪我を完治させるためシーズンの大半を欠場したためクックの出場機会は増える事となる。2月に一度NBADLに送られるが、3月にチームに戻ってからはロサンゼルス・クリッパーズ戦でキャリアハイの23ポイントを記録するなど、来シーズンにつながる活躍を見せた。しかし、最終的にチームは15勝67敗というチーム創設時にならぶ過去最低勝率でシーズンを終える事となった。
2008-09シーズン、ヒートはウェイドの完全復活に加え、ドラフトでマイケル・ビーズリーとマリオ・チャルマーズを指名したことによりプレイオフ出場圏内で戦えるチームに変貌した。その中でクックはチームの中継ぎとして、そして3ポイントシューターとしてまとまった出場時間を得ることになる。このシーズン、クックはスリーポイントシュート成功率0.387%を記録し、NBAスリーポイント・シュートアウトに出場、当時2連覇していたジェイソン・カポノを破り優勝した。その年、チームはプレイオフに出場し、ファースト・ラウンドでアトランタ・ホークスと第7戦までもつれる接戦を演じたが結局3勝4敗で敗れた。クック自身は第2戦において20ポイントを稼ぐ活躍をしている。
2010年夏、オクラホマシティ・サンダーに移籍。2012年NBAファイナルでは、古巣ヒートとの対決となったが、1勝4敗で敗退した。
2012年10月、ヒューストン・ロケッツに移籍。
2013年1月、シカゴ・ブルズに移籍したが、解雇された。
その後はヨーロッパ諸国でプレーしている。

## プレースタイル
NBAスリーポイント・シュートアウトで優勝したことが示すとおり、精確なシュート・フォームから放たれる3ポイントシュートが最大の武器である。ビック・ショットを沈めチームを敗北から救う事から、クックは自らを「保釈保証人」と称している。